# Zmiana napędu (CP/M)
Zmiana napędu – dyrektywa rezydentna systemu CP/M, ustalająca domyślny napęd dyskietek uruchamiania programów i poszukiwania zbiorów.
Dyrektywa ta ma następującą postać:
X:ustalenie bieżącego napędu dyskietek.
W systemie CP/M napędy dyskietek mają oznaczenia literowe: A, B, C itd. Po zainicjowaniu systemu domyślnie ustawiany jest jako bieżący napęd A. Oznaczenie bieżącego napędu jest stosowane jako znak zachęty i ma postać: X>. Natomiast chcąc zmienić bieżący napęd, podajemy oznaczenie nowego napędu bieżącego zakończone dwukropkiem, np. B:. Tak samo oznaczenie napędu kończy się dwukropkiem w przypadku podawania w dyrektywach argumentów ich wywołania z oznaczeniem napędu innego niż bieżący, np. DIR B:.
W systemie operacyjnym CP/J napędy dyskietek również mają oznaczenia literowe A i B. Jeżeli komputer pracuje w sieci JUNET, odwołuje się do napędów udostępnianych przez komputer nauczycielski właśnie za pomocą liter A i B. Jeżeli jednak taki komputer posiada przyłączoną bezpośrednio indywidualną stację dyskietek, to do kolejnych napędów (przyłączonych bezpośrednio do danego komputera), odwołania mają postać liter C i D, a nie jak w przypadku pracy niezależnej poza siecią, gdzie lokalna stacja dysków zachowuje oznaczenia A i B.